# Renukoot
Renukoot (Hindi रेणुकूट IAST Renukūt) ist eine Stadt im indischen Bundesstaat Uttar Pradesh.
Die Stadt ist Teil des Distrikts Sonbhadra. Renukoot hat den Status eines Nagar Panchayat. Die Stadt ist in 14 Wards gegliedert. Sie hatte am Stichtag der Volkszählung 2011 insgesamt 20.076 Einwohner, von denen 11.093 Männer und 8.983 Frauen waren.
Renukoot ist eine Industriestadt. Es ist bekannt für das Hindalco-Aluminiumwerk und die Rihand-Talsperre.